# كاري بريجان
كارولين ميشيل «كاري» بريجان بولر (بالإنجليزية: Carrie Prejean)‏ (ولدت في 13 مايو 1987) عارضة أزياء وحاملة لقب ملكة جمال سابقة بعد تتويجها بمسابقة ملكة جمال كاليفورنيا الولايات المتحدة الأمريكية 2009 ، والوصيفة الأول في مسابقة ملكة جمال الولايات المتحدة الأمريكية 2009 .
جردت كاري بريجين من تاج ملكة جمال كاليفورنيا الولايات المتحدة الأمريكية بسبب مزاعم انتهاكات بنود العقد. أثناء اشتراكها بالمسابقة إذ لم تكشف عن وجود صور شبه عارية لها، ردت على هذه الاتهامات مشيرة إلى ان الصور التي بدت فيها عارية الصدر وهي في 17 من العمر التقطت أثناء سعيها للعمل في عرض الأزياء لدى فيكتوريا سيكريت وأسيء استخدامها للنيل منها بعد انتقادها زواج المثليين والدفاع عن الزواج التقليدي, تم تسوية الخلاف بالتقاضي بين بريجان ومنظمة ملكة جمال كاليفورنيا في نوفمبر عام 2009. في وقت لاحق من ذلك الشهر، أصدرت بريجين كتابا يتعلق القصة من وجهة نظرها.

## روابط خارجية
- Still Standing at Regnery Publishing
- كاري بريجان على موقع IMDb (الإنجليزية)
- كاري بريجان على موقع إن إن دي بي (الإنجليزية)
- كاري بريجان على موقع قاعدة بيانات الفيلم (الإنجليزية)

| الجوائز و الإنجازات | الجوائز و الإنجازات                                  | الجوائز و الإنجازات |
| ------------------- | ---------------------------------------------------- | ------------------- |
| سبقه راكيل بيزلي    | ملكة جمال كاليفورنيا الولايات المتحدة الأمريكية 2009 | تبعه تامي فاريل     |